# بیل فورسیت
بیل فورسیت (انگلیسی: Bill Forsyth؛ زادهٔ ۲۹ ژوئیهٔ ۱۹۴۶) کارگردان و فیلم‌نامه‌نویس اهل اسکاتلند است. وی از سال ۱۹۸۰ میلادی تاکنون مشغول فعالیت بوده است.
از آثار او می‌توان به انسان بودن و آسایش و خوشی اشاره کرد.